# Panika roku 1837
Panika w Stanach Zjednoczonych z roku 1837 – kryzys finansowy, który poprzedzony był długotrwałą inflacją. W lipcu 1830 roku indeks cen hurtowych (WPI, z ang. wholesale price index) osiągnął poziom 82, po czym przez kolejne 3 lata wzrósł o 20,7%, osiągając jesienią 1833 roku wartość 99. Przyczyna było to, że łączna podaż pieniądza w latach 1830–1833 zwiększyła się z kwoty 109 do 159 mln USD, co stanowiło wzrost o 45,9% (15,3% rocznie). Co więcej, w okresie zaledwie półtorarocznym, poczynając od roku 1830, ilość pieniądza w obiegu wzrosła aż o 35% (z 109 do 155 mln USD). Ową ekspansję monetarną dodatkowo przyspieszył jeszcze w tym czasie dobrze prosperujący Drugi Bank Stanów Zjednoczonych, dodrukowując banknoty oraz powiększając liczbę depozytów. Łączna wartość tych nowo powstałych środków pieniężnych i wpłat bankowych zwiększyła się z 29 mln USD w styczniu 1830 roku do 42,1 mln USD tego samego miesiąca roku 1832, co stanowiło wzrost o 42,5%. W latach 1833–1837 łączna podaż pieniądza wzrosła o 84% (21% rocznie), ze 150 do 267 mln USD.
Przez pierwsze 3 tygodnie kwietnia 1837 roku w Nowym Jorku zbankrutowało 250 firm handlowych, a straty z samych tylko upadłości banków w tym mieście w przeciągu dwóch miesięcy doszły do poziomu 100 mln USD. Spośród 850 banków w Stanach Zjednoczonych 343 zamknięto całkowicie, a 64 częściowo. W rezultacie system doznał szoku, z którego nigdy się w pełni nie otrząsnął.